# UP M-10001

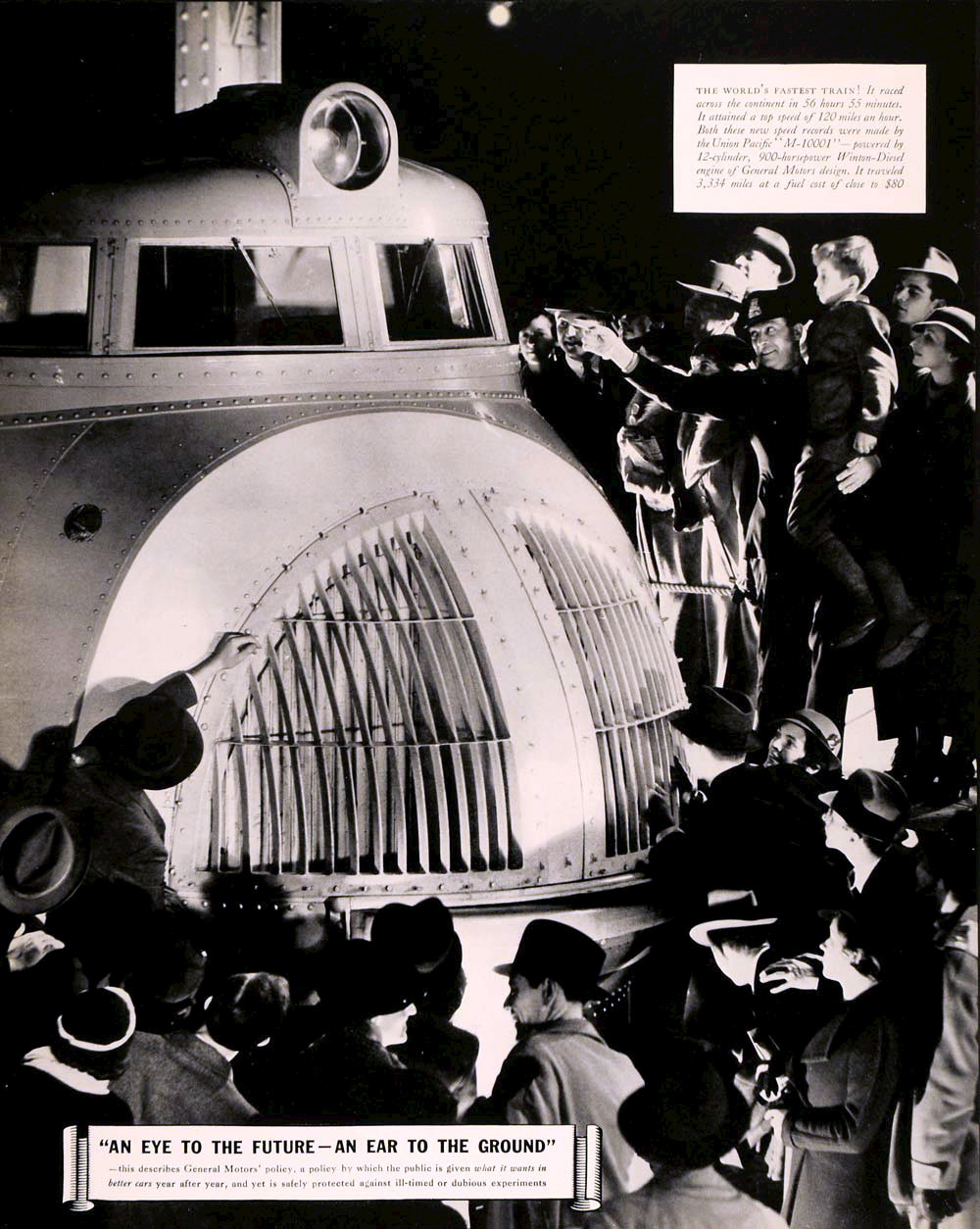
Nach der Rekordfahrt vom Oktober 1934 bescherte der M-10001 seinen Herstellern und der Union Pacific viel Publicity.

Der UP M-10001 war ein im Oktober 1934 bei der Union Pacific Railroad in Dienst gestellter, stromlinienförmig gestalteter sechs- bzw. siebenteiliger Schnelltriebwagen mit dieselelektrischem Antrieb für den transkontinentalen Verkehr. Mit der in weniger als 57 Stunden zurückgelegten Strecke von Los Angeles nach New York gilt die Sonderfahrt des M-10001 vom 22. bis 25. Oktober 1934 als schnellste Schienenquerung Nordamerikas von der West- zur Ostküste.

## Technische Beschreibung
Beim Fahrzeugdesign des M-10001 kamen wie für den bereits Anfang desselben Jahres von Pullman-Standard fertiggestellten UP M-10000 patentierte selbsttragende Wagenkästen mit trapezförmigem Querschnitt in genieteter Leichtbauweise aus Duraluminium zur Anwendung, die auf Jakobs-Drehgestellen gelenkig miteinander verbunden waren.
Zunächst war der M-10001 als sechsteiliger Triebzug mit 115 m Länge ausgeliefert worden. Er bestand aus einem Maschinenwagen mit dem bereits vom M-10000 bekannten „Fischkopf“-Design, gefolgt von einem Gepäck- und Postwagen sowie einem Schlusswagen mit Großraum für 56 Reisende und Thekenbereich mit kleiner Bordküche in dem sich verjüngenden Wagenende, dessen Form an den Hinterleib einer Wespe erinnerte. Die Besonderheit waren drei Pullman-Schlafwagen mit insgesamt 64 Plätzen, darunter 26 „Roomette“-Sektionen, die nachts durch Paravents und Schiebetüren vom Mittelgang abgetrennt werden konnten und über in der Wand versenkbare Handwaschbecken verfügten, sowie sechs Single/Double-Abteile mit eigenen Toiletten und Waschmöglichkeiten. Die Passagierbereiche waren mit Klimaanlage versehenen.
Anders als beim M-10000 waren jedoch im ersten (Motor-)Wagen neben dem führenden Drehgestell auch die Achsen im ersten Jakobs-Drehgestell (zum zweiten Post- und Gepäckwagen) mit elektrischen Fahrmotoren ausgestattet. Als Antrieb hatte die Electro Motive Company (EMC) zunächst eine Winton 201-A Maschine geliefert. Der Erweiterung des Zuges um einen siebenten Wagen machte im Frühjahr 1935 einige Umbauten notwendig. Um den 900 PS (670 kW) starken V12-Zylinder Dieselmotor durch einen stärkeren 1.200 PS (890 kW) V16-Zylinder Winton 201-A Dieselmotor ersetzen zu können, musste der zunächst nur 15 m lange Motorwagen um 3 m und der zweite Wagen zur Unterbringung des Dampfgenerators für die Zugheizung um 2,4 m verlängert werden. Bremskompressor, Hauptgenerator, Steuertechnik sowie die in den ersten vier Achsen des vorderen Drehgestells als auch ersten Jakobs-Drehgestells angeordneten elektrischen Fahrmotoren stammten von General Electric. Der nach dem Umbau 139 m lange Zug führte zwischen Gepäck und Schlafwagen zusätzlich einen Speisewagen mit Küche, 30 Plätzen im Restaurant- und 20 Plätzen im Lounge-Bereich.

## Einsatzgeschichte
Der im Juni 1933 bei Pullman-Standard als Sechswagenzug bestellte Triebwagen wurde am 1. Oktober 1934 an die Union Pacific ausgeliefert.

### 57-Stunden-Rekordfahrt
Am 22. Oktober 1934 startete der sechsteilige M-10001 um 20 Uhr Ortszeit in Los Angeles auf eine von der Presse begleitete 5.244 km lange transkontinentale Sonderzugfahrt. Auf den ebenen geradlinig trassierten Strecken im mittleren Westen soll der Stromlinienzug abschnittsweise bis zu 193 km/h erreicht haben. Obwohl sich die Weiterfahrt in Chicago um 40 Minuten verzögerte und an der Mott Haven Junction in New York City für die letzten Kilometer durch den Park Avenue Tunnel eine Elektrolokomotive vorgespannt werden musste, erreichte der Dieseltriebzug am Morgen des 25. Oktober 1934 um 9 Uhr 55 Ortszeit den Grand Central Terminal in New York. Der Sonderzug hatte trotz des diskreten Verzichts, die New York Central Railroad mit dem Unterbieten der Fahrzeiten ihres 20th Century Limited zwischen Chicago und New York zu beschämen, in einer noch heute beachtlichen Rekordzeit von 56 Stunden und 55 Minuten den nordamerikanischen Kontinent von der West- zur Ostküste durchquert.

### Umbau zum 7-Wagen-Zug
Nach der Rekordfahrt nahm der Hersteller Pullman-Standard im Frühjahr 1935 verschiedene Modifikationen vor. Zur Verstärkung des Zuges um einen siebenten Wagen war eine Vergrößerung des Maschinenwagens zur Unterbringung eines 300 PS stärkeren Motors notwendig, wobei sich für den ausgebauten 900-PS-Motor noch eine neue Verwendung als Booster des bereits in Bau befindlichen dritten Stromlinienzuges M-10002 finden ließ. Am 23. Mai 1935 erfolgte die Rücklieferung an die Union Pacific.

### City of Portland
Zum „Portland Rose“-Festival stellte die Union Pacific ihren ersten siebenteiligen Stromlinienzug der Öffentlichkeit vor. Ab 6. Juni 1935 nahm der M-10001 dann als „City of Portland“ den neuen transkontinentalen Nachtzugdienst zwischen Portland (Oregon) und Chicago auf. Da die UP östlich von Omaha keine eigenen Strecken besaß, wurde der Zug von und nach Chicago in Kooperation mit der Chicago and North Western Railway (C&NW) betrieben. Wenngleich sich die bisherigen Fahrzeiten um fast 20 Stunden reduzierten, waren bei nur einer Zugeinheit lediglich fünf Fahrzeugumläufe pro Monat möglich. Dennoch galt der „City of Portland“ mit 39 Stunden und 45 Minuten nicht nur als erster Stromlinienzug mit Pullman-Schlafwagenservice, sondern auch als die schnellste Reisemöglichkeit zwischen Pazifikküste und Chicago.
Nachdem der neue Zug bei einer Flankenfahrt beschädigt worden war, musste er zur Reparatur erneut ins Herstellerwerk, das er am 26. Januar 1936 in geänderter Lackierung wieder verließ. Bereits am 28. März 1939 nahm die Union Pacific den M-10001 aus dem Betrieb und stellt ihn im Juni 1939 ab. Während Dieselmotor, Elektrogenerator, Antriebsdrehgestelle und Dampfgenerator bei dem im Dezember 1939 als Reserve-Einheit ausgelieferten Booster des M-10003 (CD-07-C) eine Wiederverwendung fanden, wurden die restlichen Wagenelemente am 13. August 1941 verkauft und im Dezember 1941 verschrottet.